# Liste d'espèces de poissons décrites entre 1996 et 2000
De nouvelles espèces vivantes sont régulièrement définies chaque année.
L'apparition d'une nouvelle espèce dans la nomenclature peut se faire de trois manières principales :
- découverte dans la nature d'une espèce totalement différente de ce qui est connu jusqu'alors,
- nouvelle interprétation d'une espèce connue qui s'avère en réalité être composée de plusieurs espèces proches mais cependant bien distinctes. Ce mode d'apparition d'espèce est en augmentation depuis qu'il est possible d'analyser très finement le génome par des méthodes d'étude et de comparaison des ADN, ces méthodes aboutissant par ailleurs à des remaniements de la classification par une meilleure compréhension de la parenté des taxons (phylogénie). Pour ce type de création de nouvelles espèces, deux circonstances sont possibles : soit une sous-espèce déjà définie est élevée au statut d'espèce, auquel cas le nom, l'auteur et la date sont conservés, soit il est nécessaire de donner un nouveau nom à une partie de la population de l'ancienne espèce,
- découverte d'une nouvelle espèce par l'étude plus approfondie des spécimens conservés dans les musées et les collections.

Ces trois circonstances ont en commun d'être soumises au problème du nombre de spécialistes mondiaux compétents capables de reconnaître le caractère nouveau d'un spécimen. C'est une des raisons pour lesquelles le nombre d'espèces nouvelles chaque année, dans une catégorie taxinomique donnée, est à peu près constant. 
Pour bien préciser le nom complet d'une espèce, le (ou les) auteur(s) de la description doivent être indiqués à la suite du nom scientifique, ainsi que l'année de parution dans la publication scientifique. Le nom donné dans la description initiale d'une espèce est appelé le basionyme. Ce nom peut être amené à changer par la suite pour différentes raisons.
Dans la mesure du possible, ce sont les noms actuellement valides qui sont indiqués, ainsi que les découvreurs, les pays d'origine et les publications dans lesquelles les descriptions ont été faites.

## 1998

### Espèces vivantes décrites en 1998
- Galeus springeri Konstantinou & Cozzi, 1998

Scyliorhinidé.
- Cobitis kellei Erkakan, Atalay-Ekmekçi et Nalbant, 1998

Cobitidé découvert en Turquie.
Source : Tr. J. of Zoology, 22 : 9-15.
- Cobitis fahireae Erkakan, Atalay-Ekmekçi et Nalbant, 1998

Cobitidé découvert en Turquie.
Source : Tr. J. of Zoology, 22 : 9-15.
- Cobitis splendens Erkakan, Atalay-Ekmekçi et Nalbant, 1998

Cobitidé découvert en Turquie.
Source : Tr. J. of Zoology, 22 : 9-15.
- Cobitis puncticulata Erkakan, Atalay-Ekmekçi et Nalbant, 1998

Cobitidé découvert en Turquie.
Source : Tr. J. of Zoology, 22 : 9-15.
- Messinobarbus carottae Bianco, 1998

Cyprinidé découvert dans le lac Yliky en Grèce.
- Gerres infasciatus Iwatsuki et Kimura, 1998

### Nouvelles sous-espèces (1998)
- Cobitis vardarensis kurui Erkakan, Atalay-Ekmekçi et Nalbant, 1998

Cobitidé découvert en Turquie.
Source : Tr. J. of Zoology, 22 : 9-15.

## 1999

### Espèces vivantes décrites en 1999
- Cœlacanthe de Menado Tua (Latimeria menadoensis Pouyaud, Wirjoatmodjo, Rachmatika, Tjakrawidjaja, Hadiaty et Hadie, 1999)

Latimériidé découvert et photographié sur un marché aux Sulawesi (Indonésie) par Arnaz et Mark Erdmann, en voyage de noces en Indonésie. Identifié par un expert grâce à la photographie mise sur internet par les Erdmann comme une espèce potentiellement différente du Latimeria chamumnae. Il était déjà connu par les habitants des Sulawesi sous le nom de rajah laut (roi des mers).
- Cassigné déplumé (Bathytroctes macrognathus Sazonov, 1999)

Alépocéphalidé découvert en Espagne.
- Gerres chrysops Iwatsuki, Kimura et Yoshino, 1999.

Gerréidé.

## 2000

### Espèces vivantes décrites en 2000
- Gadella dancoheni Sazonov et Shcherbachev, 2000

Moridé découvert au Yémen.